# Dir.com

Logo de dir.com

Le site dir.com est un moteur de recherche créé en 2002 et mis en ligne en 2003 par la société Iliad.
Développé à ses débuts dans le but de fournir un annuaire international, il devient assez vite un moteur de recherche. Il fut celui proposé par Free sur sa page d'accueil durant quelques mois, puis sur ses « Pages Perso ».
Dès 2003, ce moteur se distingue par la rapidité de ses réponses et l'absence de publicité. Il est le premier moteur de recherche permettant les requêtes par insertion de mots clés directement dans la barre d'adresse du navigateur. Par exemple : wikipedia.dir.com
Proposant la recherche dans les langues française et espagnole, indexant environ 150 millions de pages en français, il dispose d'une présentation sobre des résultats, d'une recherche pouvant tenir compte des caractères accentués et d'un filtre parental.
Pour des raisons de performance, le moteur est entièrement développé en C et repose sur le système d'exploitation libre FreeBSD.
En 2007, dir.com est moins fréquenté qu'à ses débuts, son créateur ayant quitté Iliad en 2005, le projet marque le coup et aucune évolution n'a été apportée depuis le départ de celui-ci.
En 2012, dir.com n'est plus accessible.